# Ivan III. Drašković von Trakošćan
| Ivan III. Drašković                    | Ivan III. Drašković                                    |
| -------------------------------------- | ------------------------------------------------------ |
| Ivan III. Graf Drašković von Trakošćan |                                                        |
| Titel                                  | Graf                                                   |
| Ernennungen                            | Ban von Kroatien (1640–1646)                           |
| Vorgänger                              | Žigmund Erdődy                                         |
| Nachfolger                             | Nikola VII. Zrinski                                    |
| Staat                                  | Kroatien innerhalb der Habsburgermonarchie             |
| Haus                                   | Drašković                                              |
| Geburt                                 | 13. März 1595 (?) oder 1603 in Trakošćan (Kroatien)    |
| Tod                                    | 5. August 1648 in Magyaróvár (Altenburg an der Leitha) |
| Vater                                  | Ivan II. Freiherr Drašković von Trakošćan              |
| Mutter                                 | Freifrau Eva Drašković geb. Istvánffy                  |
| Ehefrau                                | Gräfin Barbara geb. Thúrzo                             |
| Kinder                                 | Ivan IV., Barbara, Nikola II., Katarina, Julija        |
|                                        |                                                        |

Ivan III. Graf Drašković von Trakošćan (deutsch Johann, ungarisch János; * 13. März 1595 (?) oder 1603 in Trakošćan, Kroatien; † 5. August 1648 in Magyaróvár) war ein kroatischer Adliger, Feldherr und Staatsmann aus dem Hause Drašković. Er war von 1640 bis 1646 Ban (Vizekönig) von Kroatien.

## Leben
Ivan III. Drašković wurde als Sohn von Ivan II. Freiherr Drašković und dessen Ehefrau Eva Drašković geb. Istvánffy Freifrau von Baranyavár und Kissasszonyfalva geboren. Sein Vater (* 1550 – † 1613) war als Ban von Kroatien (ab 1596 bis 1608), sowie Kaiser Rudolfs II. Kämmerer, Geheimer und Hofkriegsrat, General der Reiterei und Obergespan des Kreutzer Komitats bekannt.
Am 29. Januar 1629 heiratete er, immer noch als Freiherr, Barbara Thurzo, Gräfin von Bethelsdorf (ung.: Bethlenfalvi Thurzó, slowak.: Turzo z Betlanoviec), und sie hatten fünf Kinder: Ivan IV., Barbara, Nikola II, Katarina und Julija.
Drašković studierte Philosophie in Graz (Österreich) und Jura in Bologna (Italien), wobei er mehrere Fremdsprachen beherrschte. Während seines Lebens erreichte das Adelsgeschlecht Drašković den Höhepunkt seiner Macht, Reichtum und Einfluss. Da er erfolgreich in vielen Kämpfen gegen die Türken war, wurde er als „defensor Croatiae“ (Verteidiger Kroatiens) bekannt. Er bemühte sich um die Verbesserung der Organisation der Verteidigung und sorgte gleichzeitig dafür, dass neue Fortifikationen erbaut sowie viele alte militärische Stützpunkte renoviert und verstärkt wurden.
Wegen seiner Bemühungen und Leistungen wurden er und die anderen Mitglieder seines Geschlechts am 4. September 1631 von Kaiser und König Ferdinand II. von Habsburg in den Grafenstand erhoben. In seinem Leben war Drašković, unter anderem, Rittmeister, königlicher Kämmerer und Geheimer Rat. Am 10. Juli 1640 ernannte ihn Kaiser und König Ferdinand III. zum Ban von Kroatien und Oberbefehlshaber der Kroatischen Militärgrenze in Karlovac.
Am 22. September 1646 berief Ferdinand III. die Vollversammlung des kroatischen und ungarischen Adels in Pressburg ein und teilte dort mit, dass Drašković zum Palatin Ungarns ernannt wurde. Damit war Ivan III. Drašković der erste Kroate, der diesen höchsten ungarischen Titel (nach dem des Königs) trug. Relativ kurze Zeit danach starb er am 5. August 1648 in Altenburg an der Leitha (Magyaróvár) und wurde in der Kathedrale des heiligen Martin in Pressburg beigesetzt, neben seinem Vater Ivan II. Drašković.